# Syndipnus saotis
Syndipnus saotis är en stekelart som beskrevs av Dmitriy R. Kasparyan 2003. Syndipnus saotis ingår i släktet Syndipnus och familjen brokparasitsteklar. Inga underarter finns listade i Catalogue of Life.